# 纥干承基
纥干承基（604年—656年10月10日），字嗣先，唐朝鄴（在今河北省临漳县西南20公里处的漳河岸畔，安阳市中心18公里处）人，武德末年在北边打突厥，唐太宗太子李承乾的卫士。太子暗中豢养刺客纥干承基等人及一百多名壮士，想要杀掉魏王李泰。貞觀十五年五月己酉，因为于志宁上书直言进谏太子，太子派张思政、纥干承基二人去杀于志宁。他们到于志宁的宅第，看见于志宁躺在苫席上，头枕着土，不忍心杀他。太子听说齐王李祐在齐州（今山东济南）谋反，对纥干承基说：“东宫西墙，距大内正好二十步左右，谋划大事，岂是齐王所能比的！”而李祐谋反的事，牵连到纥干承基，纥干承基因此被关押在大理寺的狱中，按罪当处死。贞观十七年（643年）四月初一，纥干承基上书告发太子谋反。唐太宗任命纥干承基为祐川府折冲都尉，封爵平棘县公。永徽之初，改授广州番禺府折冲都尉，显庆元年（656年）九月十七日终于广州番禺里私第，年53岁。

## 家族
- 曾祖：纥干良，北齐征南大将军、开府仪同三司、相州刺史。
- 祖父：纥干雄，隋陇东王府司马、兼司州刺史。
- 长子：纥干师伦